# Aslauga pandora
Aslauga pandora är en fjärilsart som beskrevs av Druce 1913. Aslauga pandora ingår i släktet Aslauga och familjen juvelvingar. Inga underarter finns listade i Catalogue of Life.